# Ірдинівка
Ірдинівка — селище в Україні, в Черкаському районі Черкаської області, у складі Смілянської міської громади.

## Адміністративна приналежність
Ірдинівка до 1985 року перебувала у складі Білозірської сільської ради, після чого була передана Смілянській міській раді, яка проіснувала до 18 липня 2020 року. Цього дня Сміла була визнана містом обласного значення і згодом не входила до жодного району. 
У липні 2020 року в рамках адміністративної реформи в Україні кількість районів Черкаської області скоротили до чотирьох, оскільки місто Сміла (а відтак і Ірдинівка) було приєднано до Черкаського району.

## Географія
Розташоване у Надніпрянській частині України, повз селище протікає річка Ірдинь, яка в перетині з залізничною колією має назву у місцевих як "Чорна річка".

## Населення
За переписом населення України 2001 року в селищі мешкало 39 осіб.

### Мовний склад
Рідна мова населення за даними перепису 2001 року:
| Мова       | Чисельність, осіб | Доля     |
| ---------- | ----------------- | -------- |
| Українська | 35                | 89,74 %  |
| Російська  | 3                 | 7,69 %   |
| Інше       | 1                 | 2,57 %   |
| Разом      | 39                | 100,00 % |